# Котляр, Иван Фёдорович
Иван Фёдорович Котляр (22 сентября 1916 — 4 августа 1944) — советский офицер, участник Великой Отечественной войны, командир 4-й стрелковой роты 100-го гвардейского стрелкового полка 35-й гвардейской Лозовской стрелковой дивизии 8-й гвардейской армии 1-го Белорусского фронта, гвардии старший лейтенант. Герой Советского Союза (24.03.1945).

## Биография
Котляр Иван Фёдорович родился в 1916 году в станице Тимашёвской, в семье кустаря-сапожника. По национальности украинец.
В 1924 году его отдали в школу имени Шевченко. По окончании этой начальной школы он продолжал учёбу в средней жд школе № 53. Семь классов окончил в 1932 году. Пытался поступить в один из ростовских техникумов, но не удалось. Вернулся в станицу Тимашёвскую и устроился учеником телеграфиста на узел связи, проработал год, и райком комсомола направил его в Бакинское военное училище. По окончании училища в звании лейтенанта был направлен в город Хабаровск, вскоре его перевели в воинскую часть, которая дислоцировалась на острове Сахалин, где служил он три года на пограничной заставе.
В 1943 году переведён на материк в действующую армию.
С 22 апреля 1944 года на 3-м Украинском фронте, с 10 июля 1944 года — на 1-м Белорусском фронте.
По сведениям Центрального музея Вооружённых сил СССР от 15 сентября 1969 года, справка № 2246, Котляр И. Ф. в звании гвардии старшего лейтенанта был командиром 4-й стрелковой роты 100-го гвардейского стрелкового полка 35-й гвардейской стрелковой Лозовской Краснознамённой орденов Суворова и Богдана Хмельницкого дивизии.
Рота под командованием отважного офицера 1 августа 1944 года с минимальными потерями в людском составе и технике, первая форсировала реку Вислу в районе населённого пункта Вулька-Тарновска, взломала оборону противника и достигла высоты 112,6. Преследуя противника, рота гвардии старшего лейтенанта Котляра достигла населённого пункта Воля-Ингушевская. В районе Воля-Ингушевская противник оказал две ожесточённые контратаки превосходящими силами, но был отброшен ротой Котляра. Противник оставил на поле боя только убитыми свыше 150 солдат и офицеров. Весь путь, пройденный ротой, усеян трупами противника. Лично гвардии старший лейтенант Котляр в первой лодке переправился на левый берег Вислы и всё время боя провёл в боевых порядках роты, воодушевляя своих бойцов и расстреливая противника.
В бою Иван Фёдорович Котляр был ранен, умер в лазарете от ран.
Указом Президиума Верховного Совета СССР от 24 марта 1945 года за умение руководить боем, за личные отвагу и мужество гвардии старшему лейтенанту И. Ф. Котляру присвоено звание Героя Советского Союза с вручением ордена Ленина и медали «Золотая Звезда» посмертно.

## Награды
- Медаль «Золотая Звезда» Героя Советского Союза.
- Орден Ленина.

## Память
- Похоронен в братской могиле в 5 км от реки Вислы, название польского посёлка не известно.
- В тимашёвском мемориальном парке установлен Герою бронзовый бюст (недоступная ссылка)
- Средней общеобразовательной школе № 19 города Тимашёвска присвоено имя Героя Советского Союза Котляра Ивана Фёдоровича. Его именем названа улица.
- В честь Котляра, названа улица в городе Вяземский Хабаровского края.